# Jürgen Fischer (Manager)
Jürgen Fischer (* 22. Juli 1923 in Bremerhaven; † 6. Juni 1994) war ein deutscher Wissenschaftsmanager und langjähriger Generalsekretär der Westdeutschen Rektorenkonferenz. 
Jürgen Fischer, Sohn von Margarethe Fischer, geborene Brede, und des Schiffsingenieurs August Fischer, wurde nach dem an der Oberrealschule von Bremerhaven absolvierten Abitur 1941 zum Arbeitsdienst und anschließend zur Wehrmacht eingezogen und 1943 schwer verwundet. Als Kriegauszeichnungen erhielt er das Eiserene Kreuz II und das Eiserne Kreuz I. Nach Kriegsende studierte er von 1946 bis 1952 Geschichte und Religionswissenschaft in Göttingen, absolvierte 1951 die mündliche Doktorprüfung zum Dr. phil. und war danach zunächst wissenschaftliche Hilfskraft bei Hermann Heimpel. Zugleich engagierte er sich hochschulpolitisch, unter anderem von 1951 bis 1953 als Wohnheimreferent im Verband Deutscher Studentenwerke. Von 1954 bis 1980 war er Sekretär und schließlich Generalsekretär der Westdeutschen Rektorenkonferenz (WRK). In dieser Funktion war er nicht nur an der Vorbereitung zahlreicher Grundlagenbeschlüsse der WRK und anderer wissenschaftspolitischer Gremien beteiligt, sondern betätigte sich auch als Autor, war Verfasser über 250 Aufsätze zur Hochschul- und Bildungspolitk und Herausgeber verschiedener Zeitschriften und initiierte Forschungsprojekte zur Geschichte und Reform des deutschen Hochschulwesens. 1968 erhielt er die Palmes Akademiques und 1979 wurde er Mitglied der Legion d’Honneur.
Im Jahr 1980 schied der in Bonn lebende Fischer wegen Erwerbsunfähigkeit als Spätfolge seiner Kriegsverwundungen aus dem Amt aus. Seit 1974 war er Mitglied der FDP, betätigte sich aber nicht in parteipolitischen Ämtern.
Jürgen Fischer war evangelisch und ab 1966 mit Monique Fischer, geborene Leandri, verheiratet.